# 3130 Hillary
A 3130 Hillary (ideiglenes jelöléssel 1981 YO) a Naprendszer kisbolygóövében található aszteroida. Antonín Mrkos fedezte fel 1981. december 20-án.